# Area archeologica di Pratola Serra
L'Area archeologica di Pratola Serra è un sito italiano d'interesse storico sito nel territorio comunale di Pratola Serra, in Campania.

## Storia del ritrovamento
Nel gennaio del 1981, durante i lavori di scavo per l'installazione di prefabbricati destinati ai terremotati di Pratola Serra in provincia di Avellino, sull'area agricola della contrada Pioppi-Saudelle (in dialetto pratolano addereto 'o Casino), ossia su tutta la collina adiacente al "Piazzale Mercato", vennero alla luce le strutture murarie di un imponente edificio che alla fine si rivelò essere una chiesa risalente ad epoca longobarda (V-VII secolo d.C.)
Dopo un primissimo intervento della soprintendenza archeologica di Avellino, curato da Gabriella Colucci Pescatori e da Maria Fariello, un secondo e più accurato lavoro, condotto dal professor Paolo Peduto, portò alla scoperta, sempre nella stessa area, dei resti di un'antica villa romana con annesso termale.
Gli scavi condotti in profondità hanno inoltre evidenziato tracce di ulteriori insediamenti umani, risalenti a diverse epoche storiche, conservati perciò in una complessa stratificazione del terreno. I ricercatori interessati al sito hanno perciò potuto constatare le tracce di almeno cinque fasi di presenza umana sul terreno di Pratola Serra:
- La prima fase, di cui è traccia lo strato di terreno più profondo, risale all'era preistorica del neolitico finale tipo Diana (3000 a.C.).
- La seconda fase risale all'era del bronzo antico (inizio II millennio a.C.). A questo livello appartengono infatti i resti di un'antica "capanna" ed alcuni frammenti di ceramica decorata.
- La terza fase risale all'età imperiale romana (II-III secolo d.C.). È a questo livello che appartiene l'enorme villa romana dotata di impianto termale con frigidarium che ricopre tutta la collina di contrada Pioppi.
- La quarta fase, a cui appartiene la chiesa longobarda, risale all'epoca del tardo medioevo-epoca longobarda (V-VII secolo)
- La quinta fase è risalente al basso medioevo-epoca angioina (XIII-XIV secolo d.C.).

Riferimenti bibliografici al paragrafo:

## L'insediamento preistorico di contrada Pioppi (2000 a.C. circa)
Una campagna di scavi condotta nel 1991 ad opera del professor P. Talamo ha messo alla luce parte di un esteso abitato dell'età del bronzo antico, che consiste in una vasta "capanna" con numerosi altri segni di attività umana. In prossimità e sotto la chiesa di San Giovanni di Pratola, al di sotto dei più antichi livelli romani, la "capanna", di vaste dimensioni (20m x 8-9m) e di pianta rettangolare-ellittica, è collocata in leggero pendio sulla sommità della collina di contrada Pioppi. Attorno ad essa sono evidenti tracce di buche per i pali in legno che sorreggevano il tetto, ed al centro una fossa circolare, forse una sorta di impluvium. All'esterno poi alcune aperture davano accesso ad uno o più focolari. Nell'area immediatamente esterna alla capanna infatti vi è un'ampia fossa circolare di terreno "nerastro-carbonioso" con abbondanti resti di ossa e ceramiche in parte rotte.
La ceramica rinvenuta a Pratola Serra appartiene alla fase storica del Bronzo in Campania, definita come facies di Palma Campania, perché presenta numerose analogie con le ceramiche rinvenute a Palma Campania, ed è rappresentata da resti di tazze colorate sotto l'orlo con decorazioni a zig-zag, con superficie grezza o lisciata o lucidata, e di piatti decorati di vario tipo.
Una larga fossa addossata al margine superiore della capanna ha conservato i resti dei rifiuti della vita quotidiana del villaggio preistorico di Pratola Serra. Le analisi dei resti vegetali hanno permesso di evidenziare come le coltivazioni principali di tali comunità riguardassero una forma oggi quasi dimenticata di grano e orzo, e come svolgeva un ruolo importante la raccolta di prodotti di bosco e di radura. Di particolare interesse sono le tracce della pulitura del grano che si svolgeva nelle adiacenze della capanna. È accertata anche la presenza di animali, soprattutto del maiale, mentre meno significativa appare quella del bue e degli ovini.
Altra rarità è la ricchezza singolare dell'industria litica documentata ed accertata sul territorio di Pratola da prodotti finiti e grezzi: lame e punte di frecce anche con alette.

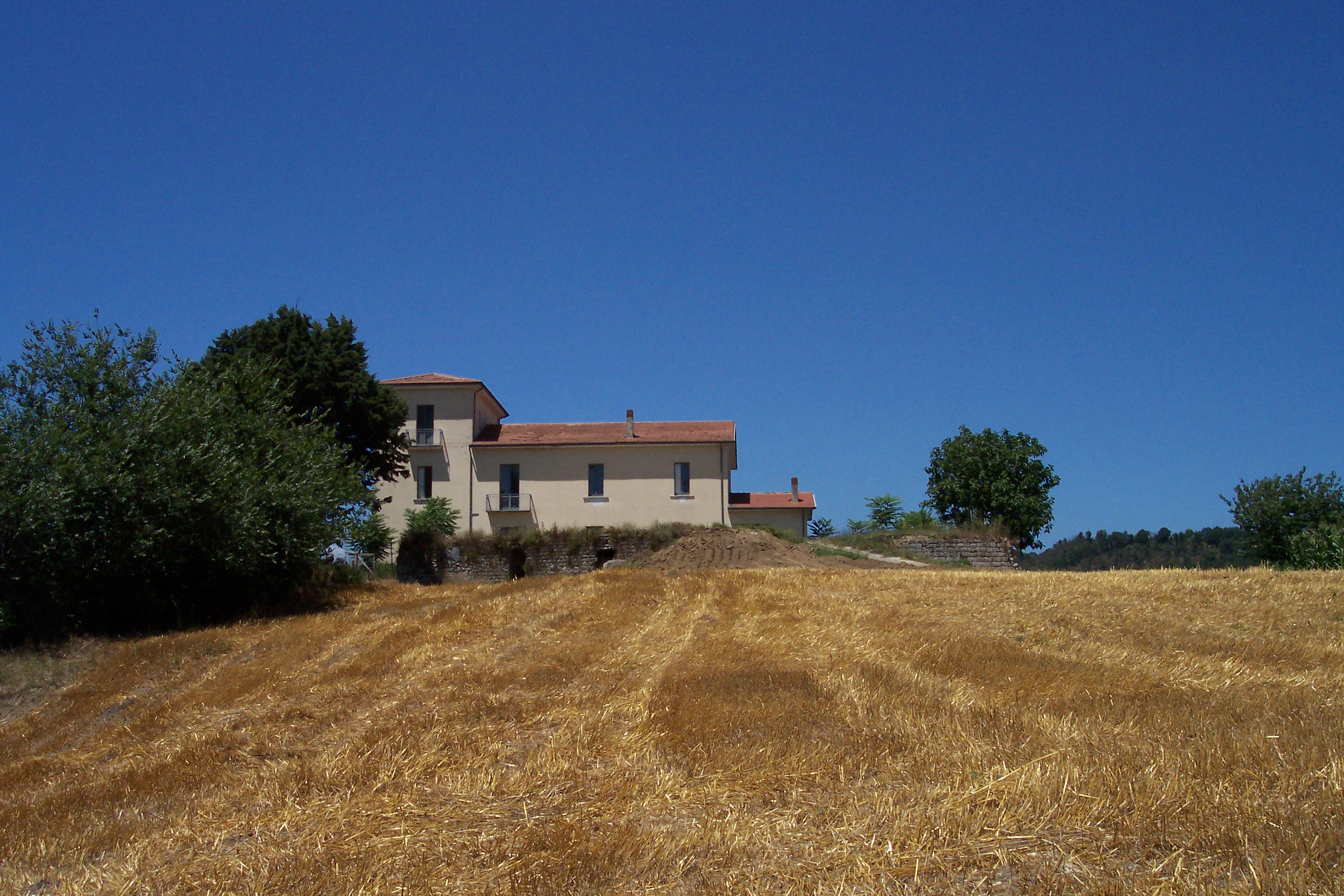
Il casino dei Piscopo

## La villa rustica di Pratola (II-III secolo d.C.)
Tra il III secolo a.C. e l'inizio dell'età augustea, durante quel processo di romanizzazione che investì i popoli dell'Italia meridionale dopo le guerre sannitiche e puniche, erano intervenute profonde trasformazioni di natura sociale ed economica, determinate dal progressivo affermarsi della potenza di Roma.
Mentre nelle città si sviluppava un processo di urbanizzazione, nei siti rurali si diffusero insediamenti di piccola e media entità che gravitavano attorno a fattorie o ville. Questo processo incise profondamente sul territorio del Sannio irpino. Le ville costruite sui rilievi sfruttavano i pianori per il pascolo degli animali e utilizzavano boschi e selve per la necessità della legna.
Per i ricchi terrieri la villa era anche luogo di riposo o di cura del proprio corpo;da qui spesso la presenza di un annesso termale.
A Pratola Serra infatti, gli scavi del 1981 hanno rivelato le tracce di una villa rustica di vaste dimensioni, dotata di impianto termale con frigidarium, e che ricopre praticamente tutta la collina di contrada Pioppi.
A poca distanza dalle strutture termali ci sono le tracce di ambienti destinati a magazzini e granai, su cui sarà costruita, circa quattro secoli dopo la chiesa Di San Giovanni.
Dallo scavo, purtroppo effettuato solo parzialmente, è stata individuata una zona relativa ad una prima fase di utilizzo della villa (II-III secolo d.C.), con resti di strutture murarie principali bene conservate e un pavimento di mattoni tondi, indicati la funzione termale dei locali.
Numerose aggiunte o modifiche alla struttura originaria stanno a testimoniare una seconda fase di frequentazione (IV-V secolo d.C.),a cui corrisponde la costruzione di un torrione dove attualmente sorge il “casino dei Piscopo”.
Nelle fasi di frequentazione successiva (VI-VII secolo d.C.) avviene quella che è la costruzione della chiesa di San Giovanni.
Vengono infatti effettuati alcuni restauri visibili con pietrame di fiume e blocchetti di tufo tagliati secondo la tradizione tardo-antica dell'opera quadrata.
Al tempo di costruzione della chiesa, la villa, per quanto parzialmente disabitata, doveva comunque essere ancora visibile e contenere una certa quantità di oggetti pregiati, le cui tracce, costituiti da frammenti di materiale lapideo (marmo bianco e cipollino), sono state individuate, oltre che nell'area dello stesso edificio, anche nella zona intorno.
È lecito perciò presumere che le lastre di marmo per il rivestimento pavimentale e le cornici che abbellivano le pareti della chiesa di San Giovanni appartenessero alla decorazione originaria della villa.
Alcuni studiosi ipotizzano addirittura che le colonne e i capitelli che ornano l'interno e la facciata dell'edificio dell'Annunziata di Prata di P.U., provengano anch'essi dalla villa di Pratola, da cui potevano essere trasportati senza eccessiva difficoltà.
Le ampie dimensioni della villa di Pratola e la sua favorevole posizione geografica, ne mostrano chiaramente l'importante funzione produttiva e commerciale, favorita anche dalla vicinanza del fiume Sabato.
Il ritrovamento negli scavi di una grande giara di terracotta (dolium) a vernice nera, sta a documentare non solo la presenza nella villa di contenitori utilizzati per la conservazione di consistenti quantità di derrate alimentari, ma anche l'esistenza, negli immediati dintorni, di un forno specializzato, dato che le enormi dimensioni del dolium ne impedivano il trasporto.
Purtroppo nessuno preoccupò di preservare questo prezioso e raro vaso, premendo soprattutto le esigenze di primo intervento per il ricovero delle famiglie terremotate, e così il prezioso reperto divenne bersaglio per il tiro di pietre da parte di alcuni ragazzi, andando completamente distrutto.
Altro prezioso materiale rinvenuto nel sito è costituito da numerosi frammenti di fine ceramica da mensa, di un'anfora, di pentole da fuoco, di brocche e di tegole e mattoni.
Tutto perciò fa pensare all'esistenza di una fabbrica locale di ceramica, ma bisognerebbe completare lo scavo di questo importante sito, attualmente destinato all'agricoltura.
Riferimenti bibliografici al paragrafo:

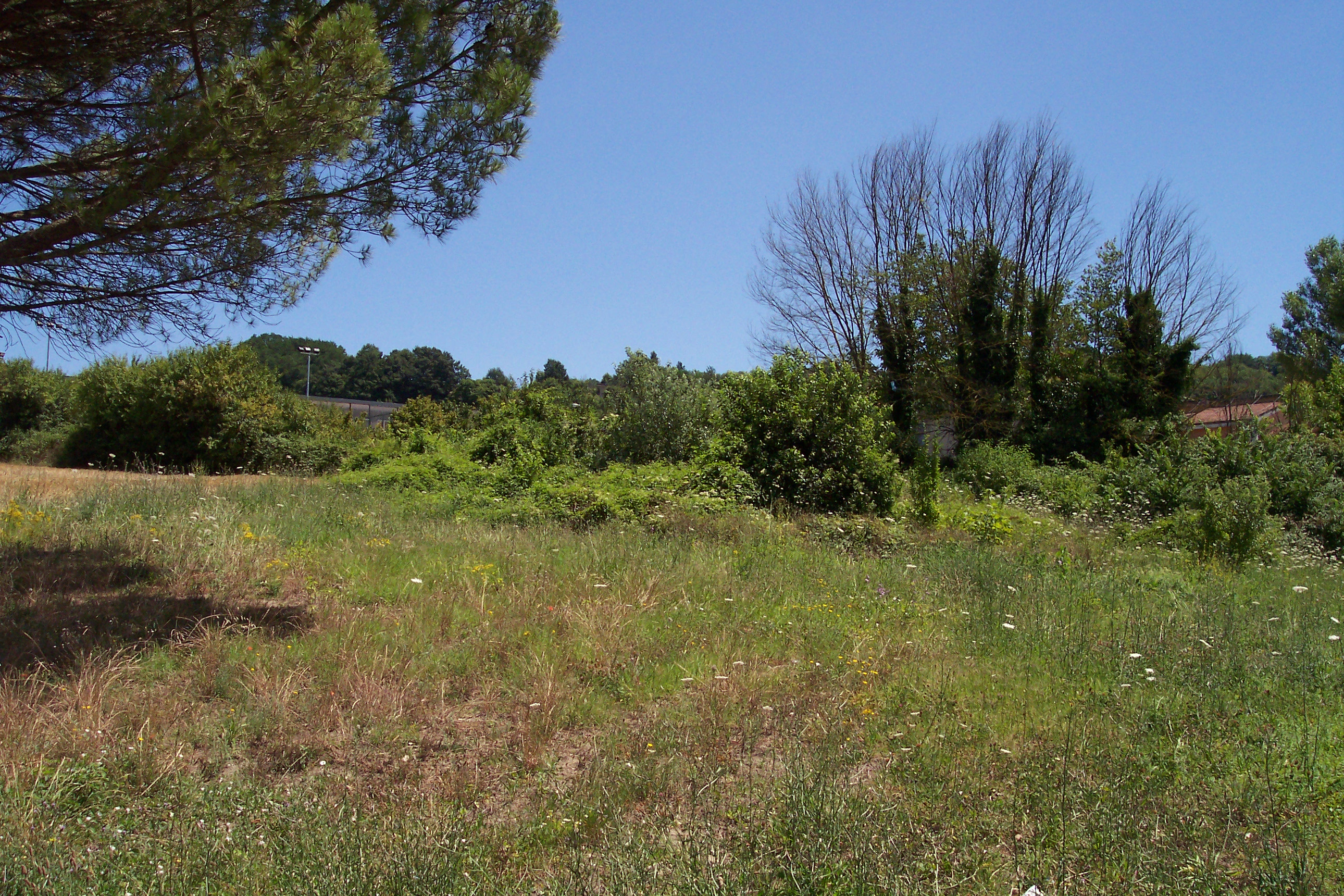
La basilica di San Giovanni di Pratola (attualmente)

## La basilica di San Giovanni di Pratola in contrada Pioppi (V-VI secolo d.C.)
La scoperta della basilica di San Giovanni di Pratola ha suscitato subito il profondo interesse della comunità scientifica. L'esistenza di questa chiesa era infatti stata documentata solo in antichi manoscritti del medioevo, conservati nella biblioteca di Montevergine, dove viene per la prima volta menzionata la "...Ecclesia Sancti Iohannis de Pratula".
La basilica di Pratola, con annesso battistero, è una struttura molto articolata ed è eretta sull'area dei magazzini in disuso della villa romana, a circa 200 metri dalla zona termale. Situata al centro di uno degli insediamenti più ricchi e floridi della zona, la chiesa-basilica doveva perciò regolare la vita religiosa di più comunità locali. Inoltre con certezza si può additare la chiesa di San Giovanni come la sede dei vescovi di Abellinum, rifugiatisi a Pratola dopo la conquista longobarda. La presenza all'interno della grande abside, ossia della nicchia semicircolare che sta alla fine della costruzione, sta appunto ad indicare il luogo del seggio vescovile. La struttura è inoltre circondata da un vastissimo sepolcreto, con più di 123 tombe, in cui sono stati trovati preziosissimi arredi funerari, fra cui numerose croci d'oro e d'argento, poste sul petto di personaggi illustri, forse proprio abati o vescovi. Una di queste tombe conteneva una rarissima moneta dell'imperatore bizantino Eraclio (VII secolo d.C.). Di queste monete sono attualmente noti pochissimi esemplari, di cui tre conservati al British Museum di Londra e uno al Museo Archeologico di Bari.
Riferimenti bibliografici al paragrafo: